# زمین‌لرزه ۲۰۰۰ اندونزی
زمین‌لرزه اندونزی  در تاریخ ۴ مه ۲۰۰۰ میلادی، برابر با ‎۱۵ اردیبهشت ۱۳۷۹، ساعت ۴:۲۱:۱۶ به زمان یوتی‌سی در اندونزی رخ داد. ژرفای این زلزله ۲۶ کیلومتر بود، و بزرگی آن ۷٫۵ در مقیاس Mw اعلام شده‌است. زمین‌لرزه به وقت محلی در روز پنج‌شنبه، ساعت ۱۲ روی داده و منطقه زمانی آن یوتی‌سی +۸ بوده‌است .
سازمان زمین‌شناسی آمریکا نیز رومرکز این زمین‌لرزه را در مختصات ۱°۰۶′۱۸″جنوبی ۱۲۳°۳۴′۲۳″شرقی / ۱٫۱۰۵°جنوبی ۱۲۳٫۵۷۳°شرقی و ژرفای آنرا در ۲۶ کیلومتر گزارش کرده‌است. بزرگی برگزیدهٔ این سازمان از میان بزرگیهای محاسبه‌شدهٔ مختلف ۷٫۶ در مقیاس Mw بوده و از دید اثر، در میان چهار دسته‌بندی «نامحسوس»، «محسوس»، «زیان‌آور» یا «با تلفات»، زلزله را «با تلفات» اعلام کرده‌است.چند ده ساختمان در زمین‌لرزه بعلاوه ۸۰ درصد Banggai آسیب دیده یا خراب شده‌است.سونامی نیز در این زلزله گزارش شده‌است.
پروژهٔ «تنسور گشتاور مرکزوار» زاویه‌های (راستا، شیب، ریک) گسل سازندهٔ زمین‌لرزه و صفحه عمود بر آنرا (°۲۲۵، °۶۴، °۱۷۲) یا (°۳۱۹، °۸۳، °۲۶) و نوع گسل را «امتدادلغز» فرارسانده‌است.
شمار کشتگان زلزله حدود ۴۶ نفر بوده‌است.تعداد زخمیان ۲۶۴ نفر برآورده شده‌است.بی‌خانمان شدگان نیز ۳۰۰۰۰ نفر اعلام شده‌است.